# یواس‌اس ایبکس (آی‌ایکس-۱۱۹)
یواس‌اس ایبکس (آی‌ایکس-۱۱۹) (به انگلیسی: USS Ibex (IX-119)) یک کشتی بود که طول آن ۴۴۱ فوت ۶ اینچ (۱۳۴٫۵۷ متر) بود. این کشتی در سال ۱۹۴۳ ساخته شد.